# Heinrich III. von Rosenberg

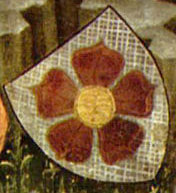
Wappen des Hauses Rosenberg

Heinrich III. von Rosenberg (tschechisch Jindřich III. z Rožmberka; * 1361; † 28. Juli 1412) war Oberstburggraf von Böhmen. Er entstammte dem Adelsgeschlecht Rosenberg.

## Leben
Seine Eltern waren Ulrich I. von Rosenberg und Elisabeth von Wartenberg († 1387). Nach dem Tod seines Vaters 1390 wurde Heinrich dessen Alleinerbe und Nachfolger. 1390 erteilte er der Stadt Sobieslau Privilegien, die weitgehend denen der königlichen Städte entsprachen und die auch eine Befestigung der Stadt erlaubten.
Während der Auseinandersetzungen zwischen dem böhmischen Adel und König Wenzel IV. trat Heinrich von Rosenberg an die Spitze einer Adelseinheit, die im Jahre 1394 Wenzel IV. gefangen nahm. Er begleitete den Gefangenenzug mit dem König nach Příběnice, hielt ihn auf seiner Burg Krummau gefangen und begleitete ihn zu seinem nächsten Haftaufenthalt im Erzherzogtum Österreich. Während Heinrichs Abwesenheit plünderte Johann von Görlitz dessen Ländereien.
Nachdem der König auch nach seiner Freilassung die Forderungen der Adeligen nicht erfüllte, beteiligte sich Heinrich wiederum an der Seite der protestierenden Adeligen, die die Königsstädte und -burgen überfielen und einnahmen. 1395 eroberte und zerstörte Heinrich die Burg Kuglweit bei Kugelhof und nahm Wodnian ein. Nach der Versöhnung mit dem König wurde Heinrich für die Jahre 1396–1398 und 1400–1404 zum Obersten Burggrafen ernannt. In dieser Funktion trug er anlässlich der Krönung von der Wittelsbacherin Sophie von Bayern zur Königin vom Böhmen am 15. März 1400 die Krone. 1405 soll Heinrich, der sich immer wieder gegen den König stellte und mit dem sich der König immer wieder, wohl unter Zwang versöhnte, die Ruine geschenkt bekommen haben. Die Schenkungsurkunde ist jedoch eine Fälschung. Zudem nahm Heinrich die Burg Worlik ein, die im Besitz der an der Seite des Königs stehenden Herren von Dauba war.
Während der zweiten Gefangennahme Wenzels ernannte dessen Bruder Sigismund, der damals noch nicht König von Böhmen war, 1403 Heinrich von Rosenberg zusammen mit vier weiteren böhmischen Adeligen zum Landesverweser.
Mit seinem Testament vom Frühjahr 1412 bestimmte Heinrich seinen Vetter Vinzenz von Wartenberg sowie Johann den Jüngeren von Neuhaus († 1420) sowie seinen Schwager von Krawarn auf Blumenau zum Vormund seiner nicht volljährigen Kinder.

## Familie
Heinrich heiratete im März 1380 Barbara von Schaunberg (Barbora ze Schaunberka; † 5. oder 6. März 1398). Dieser Ehe entstammte der Sohn
- Peter III. von Rosenberg (* 1381; † 1406)

1399 vermählte sich Heinrich in zweiter Ehe mit Elisabeth von Krawarn und Blumenau (Eliška z Kravař a z Plumlova; † 25. Juli 1444). Da seine Großtante mit Wok II. von Krawarn und Blumenau verheiratet war, musste er sich vor der Vermählung erst eine Erlaubnis von Papst Bonifatius IX. beschaffen. Seiner zweiten Ehe entstammten die Kinder
- Ulrich II. von Rosenberg (* 1403; † 1462) und
- Katharina († nach 7. April 1454) verheiratet mit Reimprecht d. J. von Walsee († 1450)